# Тарасов (Волгоградская область)
Тарасов — хутор в Даниловском районе Волгоградской области, в составе Островского сельского поселения.
Население — 34 (2010)

## История
Дата основания не установлена. Хутор относился к юрту станицы Островской Усть-Медведицкому округа Земли Войска Донского (с 1870 — Область Войска Донского). В 1859 году на хуторе проживало 250 мужчин и 268 женщин. Большая часть населения была неграмотной. Согласно переписи населения 1897 года на хуторе проживало 397 мужчин и 409 женщин, из них грамотных: мужчин — 114, женщин — нет.
Согласно алфавитному списку населённых мест Области Войска Донского 1915 года на хуторе имелось хуторское правление, одноклассное приходское училище, ветряная мельница, проживали 451 мужчина и 468 женщин, земельный надел составлял 8411 десятины.
С 1928 года — в составе Даниловского района Камышинского округа (упразднён в 1930 году) Нижне-Волжского края (с 1934 года — Сталинградского края, с 1936 года — Сталинградской области, с 1961 года — Волгоградской области). С 1963 года — в составе Котовского района. Вновь передан в состав Даниловского района в 1966 году

## География
Хутор находится в степи, в пределах Приволжской возвышенности, на левом берегу реки Медведицы, от основного русла которой отделён 1,3 км полосой пойменного леса. Высота центра населённого пункта около 100 метров над уровнем моря. На противоположном берегу Медведицы расположено село Медведево. Почвы — чернозёмы южные, в пойме Медведицы — пойменные слабокислые и нейтральные почвы.
Просёлочной дорогой хутор связан со станицей Островской (9,5 км). По автомобильным дорогам расстояние до районного центра посёлка Даниловка — 42 км, до областного центра города Волгоград — 270 км, до ближайшего города Котово — 52 км.
Часовой пояс
Каменный, как и вся Волгоградская область, находится в часовой зоне МСК (московское время). Смещение применяемого времени относительно UTC составляет +3:00.

## Население
Динамика численности населения по годам:
| 1859 | 1873 | 1897 | 1915 | 1987 | 2002 |
| ---- | ---- | ---- | ---- | ---- | ---- |
| 518  | 596  | 806  | 919  | ≈90  | 30   |

| 2010 |
| ---- |
| 34   |